# 11853 Runge
11853 Runge este un asteroid din centura principală de asteroizi.

## Descriere
11853 Runge este un asteroid din centura principală de asteroizi. A fost descoperit pe 7 septembrie 1988 la Tautenburg de Freimut Börngen. El prezintă o orbită caracterizată de o semiaxă mare de 2,33 ua, o excentricitate de 0,08 și o înclinație de 4,6° în raport cu ecliptica.